# O Barão Otelo no Barato dos Bilhões
O Barão Otelo no barato dos bilhões é um filme de comédia brasileiro de 1971, dirigido, escrito e editado por Miguel Borges. Música e arranjos de Edu Lobo e Luís Eça.

## Enredo
João Sem Direção é um carioca humilde com dois empregos e três mulheres (uma delas com seis filhos). Ele desperta a atenção do trapaceiro playboy Carvalhais que lhe chama para atuar em seus esquemas de ganhar na Loteria Esportiva. João então é enviado para subornar o árbitro de um jogo de futebol mas não consegue porque o homem fora preso. Ele então conhece o problemático goleiro de um dos times e faz com que jogue bem e com o resultado inesperado da partida, Carvalhais ganha um grande prêmio.
Mas o comportamento do goleiro desperta suspeitas e o resultado do concurso é anulado. João sabe que está predestinado a ganhar na loteria após participar de um ritual de umbanda e resolve agir com um esquema próprio, pedindo ajuda financeira ao Dr. Arantes ("Pelé"). Ganhando uma fortuna no concurso seguinte, João passa a sofrer de grande assédio e é ajudado por Carvalhais e por um alquimista misterioso, que lhe ensinam a se encontrar, mostrando-lhe a sociedade (onde conhece a agressiva Maria Vai-com as outras) e a experimentar trabalhar na indústria, até enfim conseguir o que almeja.

## Elenco
- Grande Otelo...João Sem Direção / Barão Otelo / João Otelo dos Anzois Carapuça (também produtor associado)
- Dina Sfat...Maria Vai-com-as-outras
- Milton Moraes...Alquimista
- Ivan Cândido...Carvalhais
- Pelé...Doutor Arantes/Pelé (participação especial, creditado como Edson Arantes do Nascimento)
- Wilson Grey...representante da polícia particular
- Procópio Mariano...representante do público
- Waldir Onofre...operário
- Rogério Fróes...goleiro
- Zilka Salaberry...bruxa
- Henriqueta Brieba..viúva
- Carmem Palhares...Amélia, uma das mulheres de João
- Hildegard Angel...representante do centro de processamento eletrônico de dados
- Elza Bravo...uma das mulheres de João
- Aparecyda Barros...uma das mulheres de João
- Elke Maravilha...secretária de Carvalhais (creditada como Elke Evremides)
- Tânia Caldas...secretária de Carvalhais
- Vera Manhães...secretária de Carvalhais
- Ana Maria Tornaghi...secretária de Carvalhais
- Francisco Nagem
- Almir Look
- Regina Célia
- José Antonio Prata